# Чагадаев, Александр Сергеевич
Чагадаев Александр Сергеевич (1889—1939) — российский музыкант-балалаечник, организатор и руководитель различных оркестров русских народных инструментов, педагог.

## Биография
Родился 31 мая 1889 года в Москве, в семье Виленского комендантского адъютанта. С детства увлекался игрой на балалайке, брал уроки игры на ней у Б. С. Трояновского. Учился на юридическом факультете Петербургского университета.
В 1908 году становится участником Великорусского оркестра Андреева. Осенью 1909-го уехал вместе с оркестром на гастроли в Англию, и пробыл там до 1916 года, основав в Лондоне первый заграничный балалаечный оркестр, в котором участвовал как дирижёр и исполнитель-солист. Музыкальное образование получил в Лондонской музыкальной школе. Чагадаев остался в Англии по личной просьбе короля Эдуарда VII, занимаясь преподавательской деятельность при Дворе в Гвардейском полку, и давая частные уроки игры на балалайке.
По возвращении из-за границы организовывал другие оркестры русских народных инструментов в различных организациях и частях Красной Армии, и руководил ими. Чагадаев был зачислен вольноопределяющимся в симфонический оркестр Лейб-гвардейского Гренадерского полка.
Осенью 1919 года, находясь в заключении в Таганской тюрьме, организовывает в ней Великорусский оркестр. В понедельник, 7 февраля 1921 года, в 19.00, в помещении Одиночного корпуса был дан прощальный концерт Великорусского оркестра бывших заключённых. 16 февраля 1921 года, вместе с другими оркестрантами, выпущен на волю. После освобождения оркестр продолжил свои выступления, разместившись в общежитии Центрального карательного отдела. Осужден А. С. Чагадаев был за «вымогательство взяток» по «делу Расмеко». А. С. Чагадаев работал секретарём в Главном управлении по распределению металлов ВСНХ («Расмеко»). Вместе с Чагадаевым, по тому же делу, в Таганскую тюрьму был заключён заведующий Отделом заграничных металлов «Расмеко» Сергей Михайлович Сухотин (1887—1926) — соучастник убийства Г. Е. Распутина. Сухотин помогал Чагадаеву в организации тюремного оркестра.
После выхода из тюрьмы руководил оркестрами в трудовых коммунах НКВД в Большево (районе г. Королёва) и городе Люберцы.
В последние годы жизни работал в Музыкальном училище им. Октябрьской революции, ведя класс народных инструментов.
Автор двух книг и десяти сборников пьес.